# فرودگاه یوگارنوک
فرودگاه یوگارنوک فرودگاهی عمومی واقع در یوگارنوک در کشور روسیه است.